# Uromyces edwardsiae
Uromyces edwardsiae är en svampart som beskrevs av G. Cunn. 1924. Uromyces edwardsiae ingår i släktet Uromyces och familjen Pucciniaceae.   Inga underarter finns listade i Catalogue of Life.